# Притока
Притока је водоток (река или поток) која се улива у већи водоток или главни (матични) ток реке или језера. Притока се не улива директно у море или океан. Притоке заједно са својим главним водотоком одводе све површинске и подземне воде свога слива, до мора или океана.
У ушћу, где се две или више воде састају заједно, обично се односи на спајање притока.
Супротност притоци је рукавац, водоток који се одваја и тече од главног водотока. Рукавци се најчешће могу наћи у речним делтама.

## Терминологија
„Десна притока” и „лева притока (или „притока десне обале” и „притока леве обале”) су појмови који указују на оријентацију притоке у односу на ток главне реке, а дефинишу се из перспективе гледања низводно (у смеру водене струје главног водотока).
У САД, где притоке понекад имају исто име као река у којој се сливају, називају се форке. Оне се обично означавају смером компаса. На пример, Америчка Река има северну, средњу и јужну форку. Северни рукавац Реке Чикаго има источну, западну и средњу форку, док јужни рукавац има јужну форку, а сматра се да има и западну форку).
Форке се понекад означавају као „десне” и „леве”. Посматрач руком одређује форку окренут узводно. На пример, Стир Крик има леву притоку која се назива десна форка Стир Крика.

## Редослед и начин набројавања
Притоке се понекад набројавају почевши од оних које су најближе извору реке, а завршавајући се оним које су најближе ушћу реке. Стралеров систем означавања притока испитује распоред притока у хијерархији, где постоје притоке првог, другог, трећег и виших редова, с тим да су притоке првог реда обично најмање по величини.
На пример, притока другог реда би била резултат две или више притока првог реда које се спајају у исту.